# Матео Гарсија
Матео Езекијел Гарсија (шп. Mateo Ezequiel García; Кордоба, 10. септембра 1996) аргентински је фудбалер, који тренутно наступа за Арис.

## Трофеји и награде
Црвена звезда
- Суперлига Србије: 2019/20.[2]